# 神舟4号
神舟4号（Shenzhou 4）は、2002年12月29日に打ち上げられた神舟宇宙船の4回目の無人ミッションである。生命維持システムのテストのため、2体の宇宙飛行士のダミーが乗せられた。
宇宙船には、寝袋、食品、薬品等までを含む、有人飛行に必要な装備が全て積みこまれた。窓は、宇宙飛行士がパラシュートが開く様子を確認できるために、大気圏再突入後も透明のままの新素材で作られた。神舟4号で使われた宇宙船は、神舟5号で使われたものとほとんど変わらなかったと言われている。有人飛行に必要な手動コントロールや緊急着陸を行なう機能も備えていた。打ち上げの1週間前、宇宙飛行士は、システムに馴れるためにこの宇宙船の中で訓練を行った。
当初、この宇宙船は高度198㎞から331㎞を軌道傾斜角42.4°で飛行していた。12月29日23時35分（UTC）に高度が330㎞から337㎞に引き上げられ、1月4日と1月5日にも若干の操作が行われた。1月1日以降は軌道減衰が徐々に高くなり、軌道モジュールの太陽電池が初めて展開したと考えられた。
神舟4号の打ち上げには、全国人民代表大会議長の李鵬、副首相で中国共産党中央委員会政治局常務委員会委員の呉邦国、同委員の賈慶林、中華人民共和国中央軍事委員会の曹剛川、中国人民政治協商会議副議長のSong Jian、中国人民解放軍総装備部部長の李継耐ら幹部が立ち会った。
神舟4号では、植物の生育に対する無重力の効果を調べるため、ボタン科の植物の種が運ばれた。また、物理学、生物学、医学、地球観測、材料科学、天文学等の分野で52の実験を行った。
このミッションには、4隻の追跡船が使用された。1隻は西大西洋の南アフリカ共和国沿岸、1隻はインド洋の西オーストラリア近郊、1隻は北太平洋の日本南方、そしてもう1隻は南太平洋のニュージーランド西方に配置された。
再突入モジュールは、内モンゴル自治区フフホト市から約40kmのところに無事着陸した。再突入の指示は、南アフリカ沿岸の追跡船から出された。中国は、緊急脱出システムのテストのために着水を行うのではないかと見られていたが、そうはならなかった。軌道モジュールは、そのまま2003年9月9日まで軌道上の飛行を続けた。